# Erich Krause (Maler)

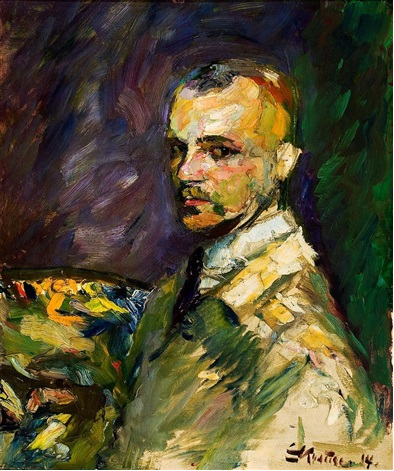
Selbstporträt (1914)

Erich Krause (* 18. Dezember 1886 auf Haus Griesel, Griesel bei Crossen an der Oder, Provinz Brandenburg; † 13. September 1954 in Karlsruhe) war ein deutscher Landschafts-, Porträt- und Stilllebenmaler.

## Leben
Krause studierte in den Jahren von 1903 bis 1906 als Schüler von Ludwig Schmid-Reutte an der Karlsruher Akademie. Von 1907 bis 1911 war er Privatschüler von Lothar von Kunowski in Berlin und Düsseldorf, von 1911 bis 1917 unterwies ihn Wilhelm Trübner in Karlsruhe. 
Seit 1904 unternahm Krause zahlreiche Studienreisen, etwa nach Italien, Afrika, in die Niederlande, nach Paris und nach Skandinavien. Er war Mitglied des Künstlerbundes Karlsruhe.